# Alexandre de Saint-Albin
Alexandre de Saint-Albin (13 de septiembre de 1818-31 de marzo de 1879) fue un escritor católico y antimasónico francés.